# Salerniana
La Salerniana è una Galleria d'arte contemporanea, gestita dall'omonima associazione artistica culturale non profit con sede a Trapani presso il Palazzo della Vicaria dal 2015, precedentemente ad Erice (TP) con ultima sede la Galleria Civica “G.Perricone”. La galleria offre con la sua collezione uno spaccato significativo dell'arte contemporanea italiana.

## Storia
Fondata dal poeta Giacomo Tranchida che ebbe l'idea di istituire un premio d'arte di pittura estemporanea da esporre negli spazi di via notar Salerno ad Erice, la Salerniana divenne nel tempo un evento estivo per appassionati e cultori d'arte nella cittadina del trapanese. Negli anni successivi l'associazione si evolve per merito del senatore Giuseppe Perricone, succeduto a Tranchida, che dal 1982 avviò una serie di mostre sia tematiche che personali coordinate dal direttore artistico, il pittore Michele Cossyro.
Già nei primi anni ottanta l'associazione trovò sede negli spazi dell'ex convento San Carlo dove Perricone e Cossyro pensarono di programmare le esposizioni affidando ad ogni curatore tre o quattro mostre con l'intenzione di dare continuità critica e qualitativa alla manifestazione. L'inaugurazione del nuovo corso venne affidato a Giorgio Di Genova, critico e storico dell'arte romano, che curò quattro mostre dal 1982 al 1985 (Pittori dell'occhio, della mente e dell'immaginazione, Lo stagno di Narciso, I cento occhi di Argo – Arte e scienza, Ricognizione anni 1980-‘85) in collaborazione anche con Giulio Carlo Argan, Gillo Dorfles e Filiberto Menna. Quest'ultimo, storico dell'arte campano, collaboro' con l'associazione dal 1986 al 1988 (Il meno è il più – Per un'astrazione povera, Pittura Scrittura Pittura, Mediterranea - Il mare, i luoghi, i miti, l'ornamento nell'arte italiana d'oggi).
Palma Bucarelli, storica direttrice e sovrintendente della Galleria Nazionale d'Arte Moderna di Roma, focalizzò l'attenzione su tre personali di artisti affermati siciliani e nativi della provincia di Trapani (Carla Accardi : opere 1965-1983, Pietro Consagra: opere 1955-1984, Antonio Sanfilippo: opere 1949-1971) dal 1983 al 1986. Rudi Fuchs, critico d'arte olandese, dal 1987 al 1990, curò due mostre (Incrocio ed Intuizioni nello spazio. Due possibilità reali e sognate).
Achille Bonito Oliva critico e storico dell'arte campano, dal 1991 al 1995 curò cinque mostre (De Europa, Paolo Uccello - Battaglie nell'arte del XX secolo, Grande delubro, l'arte, La dimora dei corpi gravi – Tributo a Massaccio, Nutrimenti dell'arte).
Luciano Caramel, critico d'arte e storico dell'arte lombardo, cura le ultime mostre nella sede dell'ex Convemto di San Carlo dal 1996 al 2003 [Arte in Italia negli anni '70 – Verso i settanta (1968 – 1970), 25° de La Salerniana – Galleria Civica D'arte Contemporanea, Arte in Italia negli anni ‘70 – Opera e comportamento (1970 - 1974), Arte in Italia negli anni '70 – Arte e ambiente (1974-1977)]. 

### La galleria civica

#### Erice
Il 13 agosto del 2004 venne inaugurata la nuova sede della Galleria civica di arte contemporanea, intitolata al senatore Giuseppe Perricone in collaborazione con il comune di Erice, che raccoglie, grazie anche all'attiva collaborazione degli artisti che negli anni hanno esposto alla “Salerniana”, una collezione di opere che delineano le esperienze compiute da molte correnti artistiche della seconda metà del Novecento. A partire dal Gruppo Forma 1, rappresentato dalle opere dei siciliani Carla Accardi, Antonio Sanfilippo e Pietro Consagra, dai gruppi Strutture significanti, al quale appartengono tra gli altri Achille Pace ed Enrico Sirello, così come Astrazione Povera a cui aderiscono anche Rocco Salvia, Gianni Asdrubali, Antonio Capaccio e Bruno Querci, tutti nella collezione. Nel 2007 l'associazione presenta le nuove acquisizioni nella mostra curata da Patrizia Ferri La Salerniana - Nuova Collezione.
Ospita circa novanta opere in esposizione permanente.

#### Trapani
Nel dicembre del 2015 si completa il trasferimento della collezione negli spazi del Palazzo della Vicaria a Trapani.

## Collezione
La collezione permanente della Galleria Civica d'Arte Contemporanea "Giuseppe Perricone" costituitasi grazie alle donazioni degli artisti e in numerosi casi espressamente realizzate per La Salerniana.
- Edgardo Abbozzo

Antenato, 1997, ferro, 186 × 210 cm
- Carla Accardi

Capriccio Spagnolo, 1983, olio su tela, 95 × 100 cm
- Giovanni Albanese

Angolo, 2006, ferro e lampadine a fiamma 53,5 × 57cm
- Carlo Alfano

Egli, 1976, film, tela, grafite, cavalletto, 150 × 190 cm
- Bruno Aller

Ri/tratto D. Licini, 2006, acrilico e graffite su tela 81 × 81 cm
- Gianni Asdrubali

Haianà, 1985, acrilico e smalto su tela, 160 × 130 cm
- Pietro Barcellona

Performance, 2005, olio su tela, 80 × 100 cm
- Gianfranco Baruchello

Liebe Wilhemine, 1989, media diversi, alluminio; 40 × 40 cm
- Vasco Bendini

Ipotesi d'attesa, 1991, tempera acrilica su tela; 198 × 185,5 cm
- Enrico Bentivoglio

Immagine dal significato neutro, 1990, foro b/n, e matita grassa su carta, 70 × 50 cm
- Mirella Bentivoglio

L'(Assente) positivo-negativo, segno-figura, 1971, olio su tela, 66 × 50 cm
- Aldo Bertonini

Quartina, 2004, olio su tela, 41 × 41 cm
- Luigi Boile

Senza titolo, 2003, tecnica mista su tela; 30 × 40 cm
- Gregorio Botta

Senza titolo, 2006, ferro, vetro, carta di riso, cera, pigmento, 70 × 50 × 3 cm
- Marco Brandizzi

Giulietta e Romeo, 1996, vernici su legno lavorato, 160 × 50 × 6 cm
- Aurelio Bulzatti

Piazza Vittorio, 2007, olio su tela, 80 × 70 cm
- Antonio Capaccio

Senza titolo, 1986, acrilico su tela, 200 × 110 cm
- Nicola Carrino

Costruttivo P.3/90, 1990, ferro, 43 × 60 × 1 cm
- Lucilla Catania

Uno, 1991, cemento rosso, 130 × 25 × 25
- Giorgio Cattani

Vado dove, 1996, tecnica mista su tela, 120 × 120 cm
- Antonio Cimino

Senza titolo, 2006, olio su tela, 110 × 60 cm
- Franco Ciuti

Contrasto, 1993, ferro e resina, 95 × 110 cm
- Mimmo Conenna

N. 6, reticolato di geometrie pubblicitarie, 1992, tecnica mista su cartoncino, 70 × 50 cm
- Pietro Consagra

Bifrontale n. 2, 1974, marmo bianco, 42 × 29,5 cm (trafugato)
- Ettore Consolazione

Stella Polare, 1978; tele cucite; 50 × 60 cm
- Bruno Conte

Vegetangolo, 1995, struttura in legno, pittura, 72 × 93 × 5 cm
- Michelangelo Conte

Aniprospettiva B, 1974 materiali vari
- Michele Cossyro

Carena, 1976, olio su tela e legno, 80 × 100 cm
Mare d'inverno, 1982, progetto di installazione, olio su tela, 60 × 80 cm
- Paolo Cotani

Senza titolo, 1989, tecnica mista, 50 × 50 cm
- Gianfranco D'alonzo

Jo em confesso, 2003, pittura su moquette, 123 × 92 cm
- Paolo Di Capua

Quattro piccole pietre bianche, 2001, struttura in legno con pietra, h 240
- Pasquale Di Fabio

Tensione-Luce, 1982, acrilico su cartone 150 × 100 cm
- Luigi Di Sarro

Autoritratto con Neon, 1973, autoscatto
Senza titolo, 1971, acrilico su tela, 60 × 80 cm
- Salvatore Dominelli

Secondi Concentrici, 2007, tecnica mista su tela 63 × 78 cm
- Anna Esposito

Simbiosi, 1976, foto traforata a mano, 116 × 75 cm
- Bruna Esposito

Sassi cantori, 2007, materiali vari, 30 × 30 × 100 cm
- Marisa Facchinetti

Elba, 2000, tecnica mista, 50 × 50 cm
- Sergio Floriani

Speculum I, 1983, olio su tavola e specchi, 50x(30+10) cm
- Andrea Fogli

Senza titolo, 2004-2007, terracotta dipinta, 18 × 18 × 12 cm
- Pietro Fortuna

Generazioni di guide, 1996, smalto e inchiostro su carta, 70 × 97 cm
- Giancarla Frare

Come confine certo, 2005, china, pigmenti naturali innesto fotografico su carta El digitale, 102 × 72 cm
- Antonio Freiles

Icona, 2007, Olio su tela 120 × 100 cm
- Omar Galliani

Oltremare, 1997, olio su tavola e oro
- Rocco Genovese

Venere asimmetrica grande, 1974, truciolato, 96 × 30 × 30 cm
- Rosario Genovese

Galassia due, 1988, gabbia in faggio, corda di agave, pigmenti a olio, 100 × 65 cm
- Franco Giordano

Sud, 2007, acrilico su tela, 70 × 100 cm
- Giuliano Giuman

Musica, 1982, fotografia castellata, tempera su carta, 95 × 65 cm
- Giorgio Griffa

 ARGOS 4 , 1981, tempera su tela grezza, 108 × 80 cm
- Silvio Guardi

Il grande libro, 1994, ferro tela e pittura ad olio, 220 × 80 cm (per lato)
- Riccardo Guarneri

A spasso con Nevskiy, 1995, acquarello e matita su tela, 65 × 65 cm
- Lorenzo Guerrini

Nero, 1973, tempera su cartone, 204 × 98 cm
Viola, 1980, tempera su cartone, 200 × 103 cm
- Nedda Guidi

Argos 4, 1984, terra cotta, ossidi, 92 × 60 × 8 cm
- Francesco Impellizzeri

Tangentart tatù, 1997, acrilico su foto, gommapiuma e tessuto dipinto, 90 × 70 cm
- Paolo Laudisa

Attraverso le nuvole, 1996, tempera su tavola e tela, 120 × 110 cm
- Carlo Lauricella

Crosta terrestre, 1996, terra, tela elettrosaldata, legno, plastica, nastro per sengnaletica stradale, 300 × 200 × 50 cm
- Alfonso Leto

Rosa marsupiale, 1991; pittura a cera e rovi su tela, 129 × 99 cm
- Felice Levini

Meteora, 2005, tecnica mista, 32 × 42 cm
- H.H.Lim

La via del cielo, 2001, disegno su lacca, 53 × 128,5 cm
- Bruno Lisi

Gesto, 2000, acrilico su tela, 120 × 120 cm
- Trento Longaretti

Così è di tutti, 1980, olio su tela, 40 × 50 cm
- Carlo Lorenzetti

N-astro armonico, 1994, ferro grafitato e acciaio, 98 × 54 cm
- Paola Lo Sciuto

La stanza, 1996, tecnica mista su supporto fotografico, 280 × 160 cm
- Enrico Luzzi

Niente storie, 1996, olio su tela, 80 × 90 cm
- Teodosio Magnoni

Sagitta, 1991, alluminio, vernice, 165 × 45 × 35 cm
Biennale di Venezia pad. Italia, 1978, progetto di installazione, 50 × 60 cm
- Renato Mambor

Uomo geometrico, 1986, tecnica mista, 100 × 70 cm (ambedue)
- Elio Marchegiani

Grammature di colore – supporto intonaco, 1887, affresco su tavola, 100 × 100 cm
- Graziano Marini

Balcan VII, 1998, olio su tela , 100 × 120 cm
- Nicola Maria Martino

Apeyron, Infinita Estate, 2005, acrilico su tela, 100 × 150 cm
- Fabio Mauri

Electric Theatre, 1992, Legno, carta, anilina e foto, 54,5 × 63,5 × 6 cm
- Giuseppe Modica

De Pictura (Sinfonia di macchie), 2006-2007, tecnica mista su carta intelata, 62 × 40 cm
- Samuel Montalegre

Frammento e nucleo rovesciato di spazio con segmenti vaganti, 1984, cartoncino, pennarelli e carboncino, 22 × 29,5 cm
- Elisa Montessori

Senza titolo, 1964, olio su tela, 100 × 100 cm
- Gio Montez

NONèTERNIT, 2018, tubolari in ferro e pannelli di lamiera grecata, 300 ×130 cm
- Oan Kyu

Scrittura prima della scrittura, 2003, inchiostro MUK su carta intelata, 140 × 140 cm
- Claudio Oliveri

L'Angelo accanto, 1989, olio su tela, 132 × 100 cm
- Achille Pace

Itinerario 5, 1965, filo e tempera su tela, 100 × 80 cm
- Claudio Palmieri

Danza, 2006, stampa fotografica lambda e pittura 163 × 123 cm
- Antonio Passa

Blu di cobalto, 1982, olio carta e legno, 53 × 53 cm
- Luca Maria Patella

Circumambulatio enantio dromica, 1980, scrittura su specchio, 58 cm
- Pieroni & Reisher

Senza titolo, gennaio 2004, tecnica mista, 40 × 40 cm
Raccolgo alcuni che sono cresciuti in fretta, gennaio 2004, tecnica mista, 50 × 50 cm
- Lamberto Pignotti

Visibile invisibile, 1982, intervento su pagina di giornale, 31 × 22,5 cm
- Pino Pinelli

Pittura-R opera n.3, 1974, tecnica mista, 110 × 80 cm
- Alfredo Pirri

Acqua, 2006, acquarello su carta arches e cornice in plexiglas, 113 × 76cm
- Vettor Pisani

La bambola meccanica, 1995, collage, 60 × 90 cm
- Enrico Pulsoni

Terra bianca, 1996, 30 × 20 × 8 cm
- Antonio Quaranta

Senza titolo, 1997, legno, 140 × 110 × 20 cm
- Bruno Querci

Sontuoso, 1986, acrilico su tela, 120 × 180 cm
- Ascanio Renda

Separati in casa, 2006, tecnica mista, ambientazione, 200 × 85 cm
- Renzo Gallo

Bersaglio, 1996, ferro acciaio e vernice da incisione, 100 × 53 × 38 cm
- Cloti Ricciardi

Configurazioni territoriali, 2005, tecnica mista, 40 × 100 cm
- Lucia Romualdi

Contrutta nell'86, 1986, olio su carta intelaiata, 90 × 132
- Mariano Rossano

n.20 del "Acque", 1986, acrilico su tela, 100 × 60
- Rocco Salvia

La toletta, 1985, olio su tela, 85 × 150 cm
- Giuseppe Salvatori

Giardino di San Matteo, 2005, acrilico su tela, 71 × 60 cm
- Antonio Sanfilippo

Senza titolo, 1951, tempera su carta, 61 × 46 cm
- Sandro Sanna

Bisanzio, 1995-2005, tecnica mista, 100 × 100 cm
- Anna Maria Santolini

Fiorile, 1999, 40 × 40
- Ninì Santoro

Senza titolo, 1968, ferro, 50 × 11 × 7 cm
- Mario Sasso

Stradario sconsigliato, 2002, Elaborazione digitale copia unica stampa su PVC, 40 × 40 cm
- Emilio Scanavino

Modificazione di un lato del quadrato, 1972, olio su tela, 60 × 60 cm
- Antonio Scordia

Guerriero, 1986, olio su tela, 93 × 72 cm
- Turi Simeti

Superficie grigia con tre ovali, 1990, acrilico su tela sagomata, 120 × 100 cm
- Enrico Sirello

Murale, 1977, tempera brace, 80 × 80 cm
- Turi Sottile

Eredità di sole, 2001, acrilico su tela plastificata, 140 × 150cm
- Franco Summa

Un arcobaleno in fondo alla via, 1975, 100 × 70 cm
- Emilio Tadini

Figura, 1978, acrilici su tela, 73 × 92 cm
- Angelo Titonel

La vetrata, 1977, acrilico su tela, 55 × 38 cm
- Oscar Turco

Blow up, 2007, dittico, grafite su carta, 75 × 57 cm
- Nanni Varale

Dall'archivio dei sogni, 1982, acrilici e china su cartone, 62 × 46 cm
- Claudio Verna

Aut-Aut, 1991, olio su tela, 80 × 140 cm
- Vanni Viviani

Labirinto dei desideri leciti ed illeciti, 1979, acrilico su tela, 70 × 70 cm
- Andrea Volo

Palermo felicissima - Venerdì Santo, 2001, trittico, acrilico e olio su tela, 150 × 200 cm
- Alberto Zanazzo

TIME CODE Enduring Ethics, 2002, foto su forex, 40 × 30
- Michele Zaza

Non riconoscibile, 1974-75, foto B/N, 38,7 × 29 cm